# Чорнозем: Голокост як історія і застереження
«Чорна земля: Голокост як історія та застереження» — ґрунтовне дослідження історика Тімоті Снайдера, що вже встигло стати світовим бестселером, пропонує новий погляд на великий злочин ХХ століття й водночас розкриває ризики, з якими ми стикаємося в ХХІ столітті. На основі нових джерел зі Східної Європи і забутих свідчень вцілілих, «Чорна земля» визначає Голокост як подію, яка є нам ближчою і зрозумілішою, ніж здається на перший погляд - і від того ще страшнішою. Книга була написана в 2015 році істориком Тімоті Снайдером.

### Основне
«Чорна земля» надає «радикально нове пояснення» Голокосту. Назва походить від українського чорнозему — території, де Адольф Гітлер планував замінити місцеве населення німцями, надаючи «німецькій расі» нове «житломісце» .
Раса та ідея світу, де раси змагаються, а сильніші винищують слабших, відповідно до Снайдера, були основоположною ідеєю у мисленні Гітлера. За словами Снайдера, Гітлер не був націоналістом. Скоріше, він бачив у націоналізмі та суверенних державах інструменти для досягнення своєї мети — знищення урядів і впровадження «природного порядку», у якому раси страждають, а виживають лише сильніші.
Відповідно до Снайдера, Гітлер бачив євреїв як перешкоду, оскільки саме з єврейських вчень походять ідеї ставлення до інших як до людей. Гуманітарні цінності, проповідувані євреями, заважали світові повернутися до його «первинних початків». Уявлення Гітлера передбачало, що єдиним способом повернення світу до цих «природних початків» було винищення євреїв.

## Критика
Книга почала отримувати критику одразу після публікації. Вона отримала змішаний відгук від історика Річарда Еванса у газеті The Guardian . Політична коментаторка Гелен Ендрюс дала роботі здебільшого негативний відгук у First Things[4].

## Нагороди
- Gustav Ranis International Book Prize за найкращу книгу[4]
- The New York Times — Вибір редакторів [5]
- 10 найкращих книг 2015 року за версією Publishers Weekly[5]
- Найкращі економічні книги 2015 року[5]
- Найкращі документальні книги 2015 року за версією The Washington Post[5]

1. 1 2  Schuessler, Jennifer (7 вересня 2015). Timothy Snyder’s ‘Black Earth’ Puts Holocaust, and Himself, in Spotlight. The New York Times (амер.). ISSN 0362-4331. Процитовано 2 квітня 2025.
2. 1 2 3  Delman, Edward (9 вересня 2015). A New Theory for Understanding Hitler’s Anti-Semitism. The Atlantic (англ.). Процитовано 2 квітня 2025.
3. ↑  Evans, Richard J. (10 вересня 2015). Black Earth by Timothy Snyder review – a new lesson to be learned from the Holocaust. The Guardian (брит.). ISSN 0261-3077. Процитовано 2 квітня 2025.
4. ↑  Tim Snyder Receives Award for “Black Earth”. Yale Jackson School of Global Affairs (амер.). Процитовано 2 квітня 2025.
5. 1 2 3 4  Timothy Snyder | Illinois State University. web.archive.org. 14 січня 2016. Процитовано 2 квітня 2025.